# Université du Bío-Bío

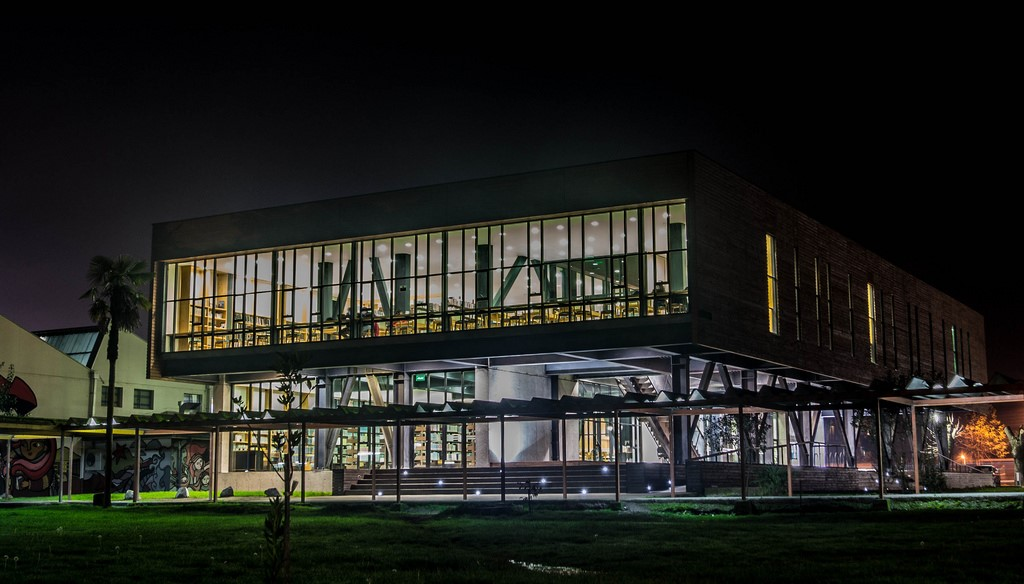
Bibliothèque de l'Université de Bío-Bío (2018)

L'Université du Bío-Bío (en espagnol : Universidad del Bío-Bío) est une université chilienne située dans la ville de Concepción. Elle fait partie des universités chiliennes traditionnelles.

## Histoire
Cette université a été fondée en 1988 avec l'unification de certaines institutions de la zone.

## Organisation

### Campus
1. Concepción
2. La Castilla
3. Fernando May

### Facultés
1. Études Entreprises
2. Architecture, Conception et Construction
3. Sciences
4. Ingénierie
5. Éducation et Humanités
6. Sciences de la Santé et de l'Alimentation